# Fernando Atzori
Fernando Atzori (Ales, Sardenya, 1 de juny de 1942 - Florència, 9 de novembre de 2020) va ser un boxador italià.

## Biografia
Fernando Atzori va ser campió olímpic dels pesos mosques als Boxa als Jocs Olímpics d'estiu de 1964 després de la seva victòria a la final contra el polonès Artur Olech. Atzori va passar a professional l'any següent i va aconseguir el títol de campió d'Europa de pes mosca EBU els anys 1967 i 1973.

## Recorregut alsJocs Olímpics
Jocs Olímpics d'Estiu de 1964 a Tòquio (pesos mosca):
- Bat Mahmoud Mersal (Egipte) 5-0
- Bat Darryl Norwood (Austràlia) 5-0
- Bat John McCafferty (Irlanda) 5-0
- Bat Bob Carmody (Estats Units) 4-1
- Bat Artur Olech (Polònia) 4-1